# Antigendemaskierung
Mit Antigendemaskierung, Epitop-Demaskierung oder Antigen-Retrieval wird in der Biochemie und Immunhistochemie das Vorgehen bezeichnet, mit der die verlorengegangene Immunreaktivität von formalinfixiertem und paraffineingebettetem Gewebe (FFPE) teilweise wiederhergestellt werden kann.
Dabei werden Kombinationen aus enzymatischen Verdau in sogenannten Retrieval-Lösungen mit Dampfhitze oder Mikrowellenöfen angewendet. Sie ist eine Methode zur Renaturierung von Antigenen.
Durch die Fixierung von Gewebe und Zellen werden die Proteine miteinander quervernetzt und teilweise auch modifiziert. Einige Epitope werden dann von ihrem zugehörigen Antikörper nicht mehr erkannt. Die „Antigenität“ des Proteins wird durch den Fixierungsprozess teilweise oder ganz zerstört. Die Quervernetzungen (Maskierungen) können durch die Antigendemaskierung zum Teil wieder rückgängig gemacht werden. Für eine Immunfärbung wird das Paraffin in FFPE-Geweben mit Xylol extrahiert. Mit einer absteigenden alkoholischen Reihe werden mit mehreren Lösungen absteigender Konzentrationen von Ethanol in Xylol das Gewebe hydrophilisiert, sodass anschließend die Immunfärbung mit wässrigen Lösungen erfolgen kann. Bei einer Extraktion von Proteinen werden FFPE-Gewebe vor einer Extraktion meistens auf 100 °C erhitzt.

## Geschichte
Die Antigendemaskierung zur Verwendung von FFPE-Geweben bei der Immunfärbung wurde 1991 unter Verwendung von Metallionen-Lösungen und Erhitzen mit Mikrowellen auf 100 °C durchgeführt.